# Zygophylax sagamiensis
Zygophylax sagamiensis är en nässeldjursart som beskrevs av Hirohito 1983. Zygophylax sagamiensis ingår i släktet Zygophylax och familjen Lafoeidae. Inga underarter finns listade i Catalogue of Life.